# Jabrill Peppers
Jabrill Ahmad Peppers (East Orange, Nova Jérsei, 4 de outubro de 1995) é um jogador de futebol americano que atua na posição de safety pela franquia New England Patriots, da National Football League (NFL). Foi selecionado pelo Cleveland Browns com a 25º escolha do draft de 2017.